# Matthias Kanter
Matthias Kanter (* 4. Dezember 1968 in Dessau) ist ein deutscher Kunstmaler.

## Leben
Einen Großteil seiner Jugend verbrachte Kanter in Schwerin (Mecklenburg-Vorpommern). Nach einer Maurerlehre mit Abitur studierte er Malerei an der Hochschule für Bildende Künste Dresden (HfBK Dresden) bei Max Uhlig und Ralf Kerbach. Matthias Kanter lebt in Friedrichshagen bei Wismar.

## Werke
Kanters Arbeiten zeichnen sich durch die Nähe zur Abstraktion aus. Seine Arbeiten entstehen vorrangig in Serien. Kanters Werke halten, ausgehend von sinnlich wie intuitiven Erlebtem, eine Balance zwischen Bildautonomie und assoziativem Verweis auf eine außerbildliche Realität. Die Erfahrung konkreter Orte verdichtet Kanter in reduzierten Motivfragmenten zu einer flächenbezogenen Kompositionsstruktur. Farbforschungen, ein Ringen um Farbe, werden zum Bildinhalt. Erst die Farbwirkung verleiht dem Einzelbild die Individualität. Anregungen für seine Arbeiten erhält Kanter oft von Orten oder nimmt Bezug beispielsweise auf Inhalte der italienischen Malerei, vorrangig aus der Renaissance-Zeit. Bildserien zur Landschaft oder zu Werken Fra Angelicos wecken Assoziationen zur Farbigkeit der Orte oder der kunstgeschichtlichen Epoche.